# Clément de Renesse-Breidbach
Clément Wenceslas François Charles Cunegonde Constant Népomucène graaf de Renesse Breidbach (Luik, 12 februari 1776 - 's-Herenelderen, 26 maart 1833) was een Nederlands politicus en werd later lid van het Belgisch Nationaal Congres.

## Levensloop
De stamboom van de Belgische tak van Renesse van Elderen loopt op tot in de vijftiende eeuw. De eerste Renesse die officiële adelserkenning kreeg was René van Renesse (1584-1637), vermeld als burggraaf van Montenaken, die in 1609 in hoofde van de heerlijkheid Warfusée de overdraagbare titel kreeg van graaf van het Heilige Roomse Rijk.
Renesse was gedurende een korte tijd in militaire dienst bij zijn oom Clemens Wenceslaus van Saksen, de keurvorst van Trier. De revoluties maakten hieraan een einde. Hij verliet het keizerlijke leger nadat gewond raakte bij een slag aan de Rijn. Hij trok zich terug op zijn kasteel van 's Herenelderen, waar hij zich overgaf aan zijn passie voor munten en andere oudheden.
Clément de Renesse was de zoon van Jean-Louis de Renesse en barones Sophie de Boos de Waldeck.
Hij behoorde tot de eerste groep die in het Verenigd Koninkrijk der Nederlanden in 1816 adelserkenning kreeg, met een grafelijke titel overdraagbaar op al zijn nakomelingen. Hij was in 1796, tijdens de emigratie in Duitsland, getrouwd met barones Cunegonde Schütz von Holtzhausen (1771-1836). Ze kregen zes zonen en twee dochters.
Hij werd lid van de Eerste Kamer onder het Verenigd Koninkrijk. In november 1830 werd hij effectief lid van het Nationaal Congres voor het arrondissement Maastricht. De Renesse, die geen enkele keer het woord nam tijdens de publieke zittingen, stemde voor de onafhankelijkheid en voor de eeuwigdurende uitsluiting van de Nassaus. Als koning verkoos hij prins Karel van Oostenrijk-Teschen, die de voorkeur wegdroeg van diegenen die graag de Oostenrijkse Nederlanden hersteld wilden terugzien. Hij was afwezig toen moest gestemd worden voor regent Surlet de Chokier en stemde voor de kandidaat-koning Leopold van Saksen Coburg. In tegenstelling tot andere vertegenwoordigers uit het arrondissement Maastricht stemde hij in met het Verdrag der XVIII artikelen
De thuisbasis van de familie was (en is) het kasteel van 's Herenelderen in de gelijknamige gemeente. Verschillende leden van de familie waren burgemeester van 's Herenelderen, zoals senator Louis de Renesse (1797-1863) en zijn zoon Ludolphe de Renesse (1825-1889).

## De verzamelaar
Het grootste deel van zijn leven wijdde de Renesse aan de aanzienlijke verzameling die hij op zijn kasteel tot stand bracht en die uit de volgende onderdelen bestond:
- de omvangrijke bibliotheek, met naast de boeken, talrijke oude handschriften, met als koninginnestuk de Evangeliorum Codex uit de 8ste eeuw;
- de schilderijen (waaronder vijftiende-eeuwse) en 20.000 tekeningen en prenten, met onder meer 149 tekeningen van Rembrandt;
- 1.300 voorwerpen uit de antieke beschavingen en uit de Keltische en Germaanse tijd, in brons, gebakken aarde, enz;
- 2.000 voorwerpen uit de middeleeuwen in goud, zilver, ivoor, kristal, porselein, koraal, parelmoer, enz;
- 46.000 munten en medailles, waaronder 800 oude;
- Chinese, Japanse en Indische objecten - oude wapens en wapenrustingen;
- 17.000 stuks uit de natuurwetenschappen;
- 3.000 diploma's, oorkonden, zegels, enz., waaronder twee uit de 9de en twee uit de 10de eeuw.

De Renesse had het plan opgevat om zijn volledige collectie te verkopen aan de Belgische staat. Het jaar van zijn overlijden schreef hij een tekst, die als doel had dat een conservator hiervoor door de overheid zou worden benoemd. Dit ging echter niet door en van 1835 tot 1837 werden door de erfgenamen in Antwerpen grote veilingen georganiseerd om de enorme verzameling van de hand te doen.

## Publicatie
- Histoire numismatique de l'évêché et principauté de Liège, Brussel, 1831
- Projet pour l’établissement d’un conservateur des monuments nationaux et la vente de mon cabinet a sa majesté (1833), publié par H. SCHUERMANS, dans Bulletin des Commissions royales d’art et d’archéologie, 1873, p. 455.
- Ouvrage posthume de Mr. le Comte C. W. de Renesse Breidbach, publié par son fils comme spécimen d'un grand ouvrage numismatique projeté par l'auteur, 3 Volumes, Antwerpen, 1836.